# Einsteins kvinnor
Einsteins kvinnor är en humorgrupp bestående av Sissela Benn, Emma Hansson, Jesper Rönndahl och Simon Svensson. Gruppen sattes samman 2005 av en regissör som sett delar av gruppen uppträda var för sig. Tillsammans har de satt upp flera krogshower, bland annat Din själ är ful (2006).
Hösten 2007 sändes deras eget humorprogram på SVT, Centralskolan.